# Sisini I de Constantinoble
Sisini I (en grec antic: Σισίνιος Α΄) va ser patriarca de Constantinoble de l'any 426 al 427.
Després de la mort d'Àtic de Constantinoble el càrrec va estar vacant durant un temps, ja que van sorgir tres possibles candidats, tots amb protectors influents. Segons sembla la seu va estar vacant durant quatre mesos, fins que finalment va resultar elegit Sisini pel febrer de l'any 426, una persona de reconegut prestigi i molt caritativa.
Per la seva consagració, l'emperador Teodosi II va convocar un sínode presidit per Teodot, patriarca d'Antioquia. En el seu temps ja no quedaven gairebé seguidors dels que havien aconseguit que Joan Crisòstom fos enviat a l'exili. L'església Ortodoxa oriental celebra la seva festa l'11 d'octubre.